# Calle de la Manzana
La calle de la Manzana es una vía pública de la ciudad española de Madrid, situada en el barrio de Universidad, distrito Centro, y que une la calle de San Bernardo con la calle del Álamo.

## Historia

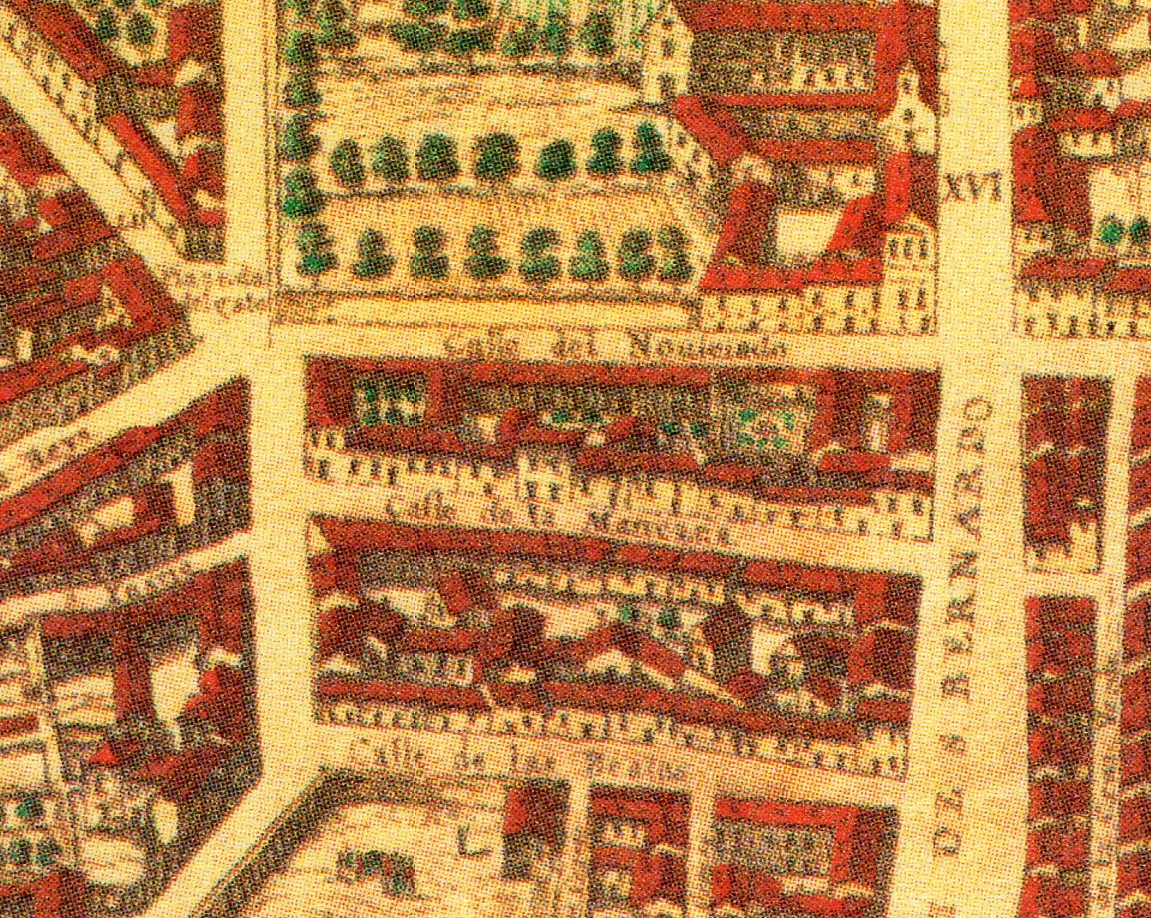
Plano de Texeira, 1656.

Comienza en la calle de San Bernardo y termina en la del Álamo. Es paralela a la calle de los Reyes, al norte, y a la de Antonio Grilo, al sur. En la manzana formada por las calles de la Manzana, los Reyes y San Bernardo se encuentra el palacio de la Marquesa de la Sonora, sede del Ministerio de Justicia.
Aparece tanto en el plano de Texeira de 1656 como en el de Antonio Espinosa de los Monteros de 1769. En 1889 se conservaban antecedentes de construcciones particulares desde 1693.
Según la tradición, en el siglo XVI habría ocupado este sitio un manzanar propiedad de García de Barrionuevo, y al formarse la calle, parece que los trabajadores habrían tenido un conflicto sobre el derecho que le correspondería a cada cual sobre la posesión de las manzanas, y por este motivo le habría quedado al paraje la denominación de la «pelea de la manzana» y a la calle simplemente «de la manzana».